# Чайчинецкий сельский совет (Лановецкий район)
Чайчинецкий сельский совет (укр. Чайчинецька сільська рада) — входит в состав
Лановецкого района
Тернопольской области
Украины.
Административный центр сельского совета находится в 
с. Чайчинцы.

## Населённые пункты совета
- с. Чайчинцы